# Famille Thelegdy
 (juillet 2025).
Motif : Aucune source, pas de pages pour les membres et rien qui atteste réellement donc de la notoriété de cette famille
- Archive Wikiwix
- Bing
- Cairn
- DuckDuckGo
- E. Universalis
- Gallica
- Google
- G. Books
- G. News
- G. Scholar
- Persée
- Qwant
- (zh) Baidu
- (ru) Yandex
- (wd) trouver des œuvres sur Wikidata

| 1. | Préciser le motif de la pose du bandeau. | Précisez le motif de la pose du bandeau en utilisant la syntaxe suivante : {{admissibilité à vérifier\|date=juillet 2025\|motif=remplacez ce texte par le motif}}                     |
| 2. | Informer les utilisateurs concernés.     | Pensez à avertir le créateur de l'article, par exemple, en insérant le code ci-dessous sur sa page de discussion : {{subst:avertissement admissibilité à vérifier\|Famille Thelegdy}} |

 (juillet 2025).
Thelegdy de Telegd (telegdi Thelegdy en hongrois) est le nom d'une ancienne famille éteinte de la noblesse hongroise.

## Histoire
Originaire du Bihar, la famille Thelegdy descend du clan Csanád en la personne de Pongrácz (1218-1256), ispán et seigneur de Telegd (aujourd'hui Tileagd en Roumanie) après 1299.

## Membres notables
- Csanád I Thelegdy († 1349), conseiller du roi, diplomate, archevêque d'Esztergom et primat de Hongrie. Petit-fils du précédent Pongrácz.
- Tamás III Thelegdy (fl. 1380), chanoine puis grand prévôt de l'archidiocèse d'Esztergom, évêque de Csanád (1350), de Kalocsa (1358) et archevêque d'Esztergom en 1367. Neveu du précédent.
- István II Thelegdy († 1514), vice-voïvode de Transylvanie de 1481 à 1498, conseiller intime du roi de Hongrie (1498), trésorier de Transylvanie (1509), il fut exécuté par les troupes de György Dózsa.
- Catherine Thelegdy (en) (1492–1547), fille du précédent, elle est l'épouse du voïvode István Báthory et la mère du futur roi de Pologne Étienne Báthory.
- Mihály Thelegdy, partisan de Gáspár Bekes lors de la bataille de Kerelőszentpál en 1575, il est capitaine en chef des Sicules en 1560.
- Borbála Thelegdy (hu) († 1616), fille du précédent, épouse du prince Sigismond II Rákóczi.
- Miklós Thelegdy (1535-1586), évêque de Pécs de 1579 à sa mort en 1586, auteur de plusieurs ouvrages remarquables.
- János Thelegdy, évêque de Várad puis de Nitra et enfin archevêque de Kalocsa de 1624 à 1647.

### Sources, bibliographie
- Iván Nagy. Magyarország családai, Budapest
- Dezsö Makay. A Thelegdy-család. Turul, 1895-4
- Telegdy-család. A Pallas nagy lexikona, 1893-1897
- Thelegdy v. Telegd, "Der Adel von Ungarn", Armorial de Siebmacher, E. Küster. Nürnberg, 1893